# Kevin Anderson (tennis)
Pour les articles homonymes, voir Kevin Anderson et Anderson.
Kevin Anderson, né le 18 mai 1986 à Johannesburg, est un joueur de tennis sud-africain, professionnel de 2007 à mai 2022 puis depuis juillet 2023.
Vainqueur de 7 tournois en simple sur le circuit ATP, il a joué 13 autres finales dont deux en Grand Chelem : l'US Open en 2017 contre Rafael Nadal et Wimbledon en 2018 face à Novak Djokovic. Il a atteint la 5e place mondiale en 2018. Il possède également un titre ATP en double pour un total de quatre finales jouées.
Avec une taille de 2,03 m, il est l'un des plus grands joueurs du circuit.
Il met un terme à sa carrière, rongé par les problèmes physiques, le 3 mai 2022, à l'âge de 35 ans, avant d'annoncer son retour à la compétition pour le tournoi de Newport le 7 juillet 2023.

## Biographie
Kevin Anderson est entraîné durant toute sa carrière par son père Michael. Il a aussi été coaché par Louis Vosloo (ex-170e) entre 2009 et 2012 et par Neville Godwin de février 2014 à novembre 2017. Début 2018, il engage Brad Stine, ancien entraîneur de Jim Courier.
Il a un frère cadet, Gregory (né en 1987), qui a joué au tennis en junior puis à l'université. Kevin Anderson s'est marié en novembre 2011 avec Kelsey O'Neal, joueuse de golf universitaire. Celle-ci est désormais chargée de la gestion de sa carrière, notamment sur le plan financier. Ils résident à Gulf Stream près de Delray Beach en Floride.
Il est membre du conseil des joueurs de l'ATP depuis 2012.
En septembre 2020, il devient président du conseil des joueurs.

## Carrière

### Parcours junior et études
En 2002, Kevin Anderson se montre à son avantage dès son troisième tournoi junior où il est seulement battu en finale. Il conclut sa période junior à la 28e place. Il a remporté 11 titres dont 9 en double.
Il participe à son premier tournoi professionnel sur le circuit Satellite en 2003 à Pretoria. Il remporte l'année suivante le premier tournoi Future auquel il participe à Gaborone en simple et en double.
Entre 2005 et 2007, Kevin Anderson étudie l'économie à l'Université de l'Illinois à Urbana-Champaign. Il remporte le championnat national universitaire en double en 2006 (associé à Ryan Rowe). Durant cette période, il a joué quelques tournois aux États-Unis et a atteint deux finales à Woodland (titré en double) et à Kenosha. En novembre, il atteint les quarts de finale à Champaign en éliminant Kevin Kim (107e mondial). Il arrête ses études avant l'obtention de son diplôme afin de pouvoir passer professionnel.

### 2007 - 2011. Débuts sur le circuit

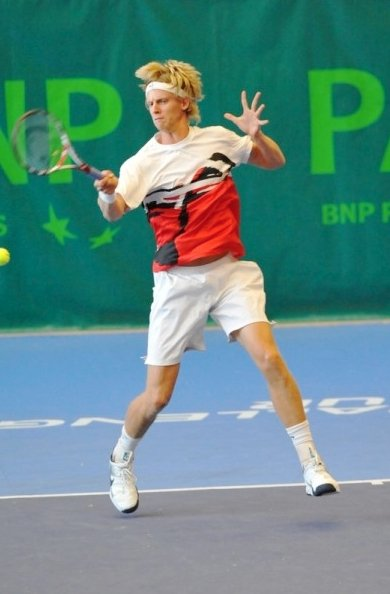
Kevin Anderson à l'Open de Rennes en 2009.

Professionnel depuis seulement deux semaines, il inscrit son nom au palmarès du tournoi de Sacramento puis se hisse en finale du Challenger de Winnetka après être passé par les qualifications. Il participe dans la foulée aux qualifications du tournoi de New Haven. Il réussit à entrer dans le grand tableau mais s'incline contre Arnaud Clément au premier tour. Il remporte ensuite son premier titre en Challenger à La Nouvelle-Orléans en simple et en double avec son partenaire de double de l'époque Ryler DeHeart.
En 2008, issu des qualifications, il gagne son premier match dans un tournoi ATP à Las Vegas face à l'un des joueurs les plus en forme du moment, Michaël Llodra, alors numéro 4 à la Race. Il enchaîne avec des victoires contre John Isner, Evgeny Korolev et Robby Ginepri. C'est Sam Querrey qui stoppe son beau parcours au terme d'une finale accrochée (6-4, 3-6, 4-6). Il refait parler de lui lors du Masters de Miami : seulement 122e mondial, il élimine au second tour Novak Djokovic, no 3 mondial à l'époque en 2 h 20 de jeu (7-61, 3-6, 6-4). Il s'agit toujours de la meilleure victoire de sa carrière. Lors du tournoi de Wimbledon, il atteint les quarts de finale en double avec Robert Lindstedt. Il s'agissait par ailleurs de sa première participation à un tournoi ATP en double.
Il fait cette année-là ses débuts en Coupe Davis avec une victoire face à Jarkko Nieminen. Il participe aussi aux Jeux olympiques grâce à une invitation où il est battu au second tour par Nicolas Kiefer. En fin d'année, il remporte son second Challenger à Champaign-Urbana face à Kevin Kim.
En 2009, il remporte trois nouveaux tournois Challenger dont celui de San Remo en simple mais ne gagne que deux matchs sur le circuit ATP et termine la saison au-delà de la 150e place.
Il se reprend en 2010 en se qualifiant à 6 reprises dans les tournois ATP en début de saison notamment à Indian Wells et Miami où il atteint le second tour. En juillet, il est demi-finaliste à Atlanta où il s'impose notamment face à Janko Tipsarević. Il accède ensuite au troisième tour au Masters du Canada ainsi qu'à l'US Open.
Il remporte en 2011 le premier tournoi de sa carrière dans sa ville natale de Johannesburg contre Somdev Devvarman. En avril, il est quart de finaliste à Miami.

### 2012 - 2013. Révélation puis confirmation

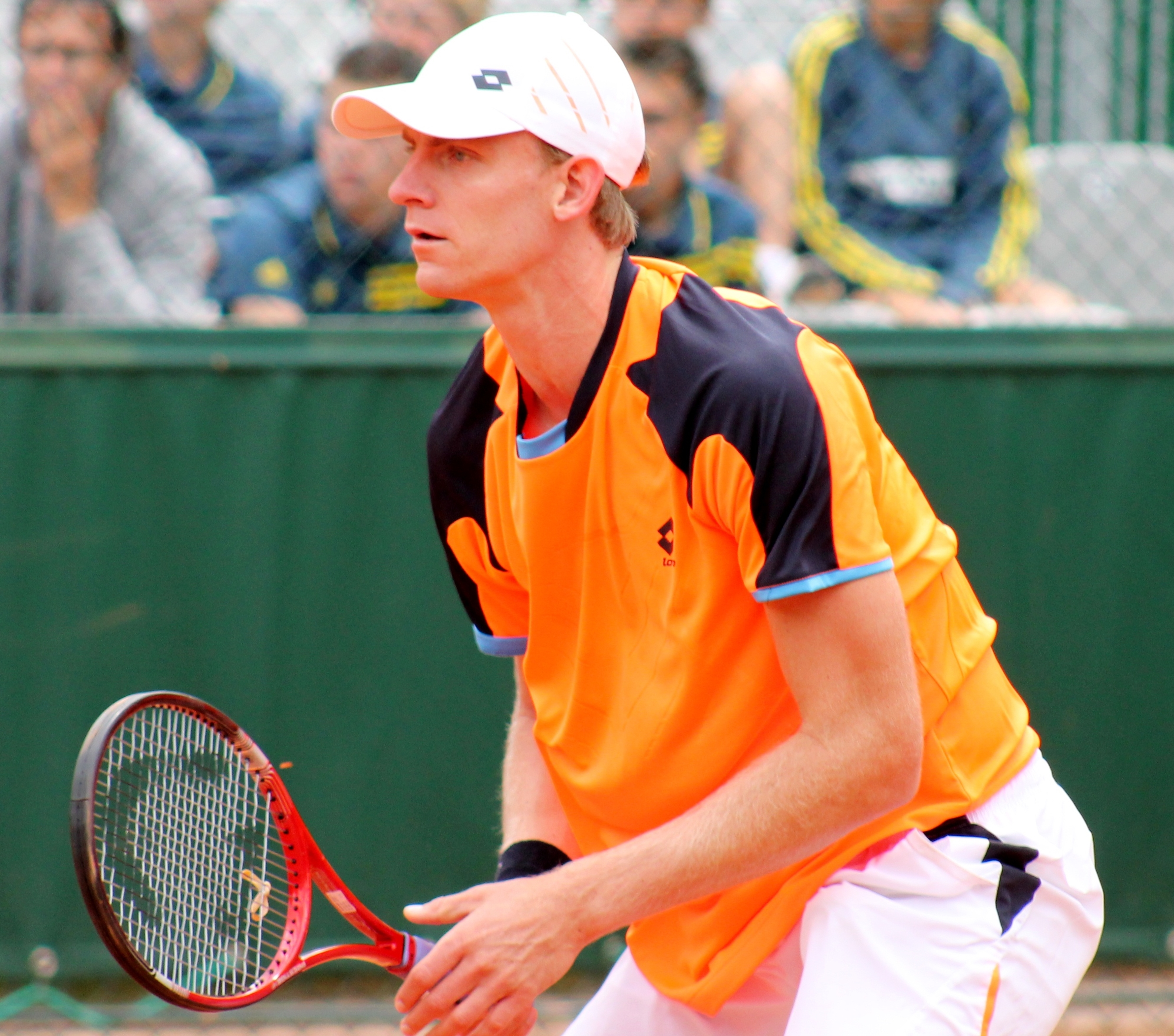
Kevin Anderson à Roland-Garros en 2013.

En 2012, Kevin Anderson gagne son deuxième titre ATP à Delray Beach en battant Marinko Matosevic en finale (6-4, 7-62), après avoir éliminé le grand serveur John Isner en demi-finale (7-5, 7-64). À Indian Wells, le Sud-Africain s'extirpe des qualifications et bat au premier tour Agustín Calleri. Il s'incline au tour suivant face à Novak Djokovic, invaincu depuis le début de la saison.
Lors du tournoi de Roland-Garros, Anderson fait sensation au 3e tour en poussant au 5e set un des hommes en forme du moment, Tomáš Berdych. Il finit par s'incliner 6-4, 3-6, 64-7, 6-4, 6-4. Auparavant, il joue contre Rui Machado au terme d'un match marathon remporté 11-9 au 5e set, en ayant sauvé plusieurs balles de match. Il a inscrit 69 aces pendant le tournoi.
Il commence sa saison 2013 par le tournoi de Sydney où il s'impose notamment contre Feliciano López et Julien Benneteau. Il se qualifie pour la finale où il est battu par Bernard Tomic (6-3, 6-72, 6-3). À l'Open d'Australie, il bat Fernando Verdasco dans un match marathon (4-6, 6-3, 4-6, 7-64, 6-2) puis s'incline en huitièmes face à Tomáš Berdych. Il atteint également les huitièmes de finale à Roland-Garros où il s'incline face à David Ferrer (6-3, 6-1, 6-1). Il prend sa revanche sur celui-ci à Indian Wells, alors qu'il est tête de série numéro 4, il le bat en 3 sets (3-6, 6-3, 6-4).
Il atteint deux autres finales sur le circuit ATP, à Casablanca sur terre battue et Atlanta sur dur et termine la saison à la 20e place mondiale.

### 2014. Première finale en ATP 500
À l'Open d'Australie, Kevin Anderson atteint à nouveau le palier des huitièmes de finale. Battant Jiří Veselý en cinq manches après avoir été mené deux sets à rien, puis le qualifié Dominic Thiem facilement et Édouard Roger-Vasselin sur le même scénario que le premier tour. Il est vaincu assez facilement (2-6, 2-6, 3-6) en 1 h 58 par le Tchèque Tomáš Berdych no 7 mondial, qui le bat pour la troisième fois après 2012 et 2013.
En février, il atteint la finale ATP en simple à Delray Beach, battu par Marin Čilić au terme d'un match très accroché (66-7, 7-69, 4-6). Et à Acapulco à nouveau une finale en battant Sam Querrey, David Ferrer sur abandon et Alexandr Dolgopolov (6-1, 5-7, 6-4). Il passe à deux points de la victoire (61-7, 6-3, 65-7) face à Grigor Dimitrov. Il se rattrape en remportant le tournoi en double avec Matthew Ebden. Puis il réalise une bonne tournée américaine, au Masters d'Indian Wells en battant le vétéran Lleyton Hewitt (7-65, 6-4), Evgeny Donskoy et surtout le 3e mondial, Stanislas Wawrinka (7-61, 4-6, 6-1) lors d'un match où le Suisse était « négatif et nerveux ». Il s'incline contre un autre Suisse, Roger Federer en 1 h 09 (5-7, 1-6), futur finaliste. Il parvient au 3e tour du Masters de Miami en perdant en deux sets, contre le 9e mondial Richard Gasquet.
Malgré de médiocres résultats aux tournois préparatifs sur terre battue, il réalise un huitième de finale aux Internationaux de France. Avec un parcours facile pour atteindre ce tour, il perd (3-6, 3-6, 7-65, 1-6) en 2 h 51 contre la finaliste de l'édition précédente, le 5e mondial David Ferrer. Puis sur gazon, à Wimbledon, il atteint de nouveau les huitièmes en écartant Fabio Fognini (4-6, 6-4, 2-6, 6-2, 6-1) au 3e tour.
Kevin revient sur le dur avec le Masters du Canada, en battant une nouvelle fois Fabio Fognini, avant de vaincre le 4e mondial Stanislas Wawrinka (7-68, 7-5). En quart de finale face au 8e mondial, Grigor Dimitrov, il manque deux balles de match sur son service à 5-4 dans le 3e set dont une sur une volée qui heurte la bande du filet (7-5, 5-7, 66-7). À l'US Open, il perd contre Marin Čilić 16e mondial, le futur lauréat de l'épreuve (6-3, 3-6, 6-3, 6-4).
Enfin sur la tournée en salle, à Valence, il s'incline en quart lors d'un gros match contre Andy Murray (7-63, 4-6, 4-6) après le gain du premier set. Et au Masters de Paris-Bercy, il atteint à nouveau les quarts en battant pour la 3e fois cette année, le 4e mondial, Stanislas Wawrinka (62-7, 7-5, 7-63). Il perd au tour suivant (7-64, 4-6, 4-6) dans un gros match contre le 5e mondial, Tomáš Berdych sa bête noire.
Il atteint en fin d'année la 16e place mondiale, confirmant son potentiel.

### 2015. Troisième titre en simple et premier quart en Grand Chelem à l'US Open
À l'Open d'Australie, il bat successivement Diego Schwartzman, Ričardas Berankis puis Richard Gasquet au troisième tour (6-4, 7-63, 7-66) et atteint une nouvelle fois un huitième en Grand Chelem. Il y affronte Rafael Nadal. Dans le premier set, à 5-5 service Nadal, il bénéficie de 3 balles de break mais ne parvient pas à les convertir. Il s'incline finalement (5-7, 1-6, 4-6) à nouveau au stade des huitièmes de finale en Grand Chelem, sa meilleure performance à ce jour.
En février, il dispute le tournoi de Memphis et atteint la finale, mais perd (4-6, 4-6) contre le Japonais et 5e mondial Kei Nishikori. À Acapulco, il atteint les demi-finales mais perd une nouvelle fois contre Nishikori (2-6, 6-3, 3-6), cette fois-ci en trois manches.

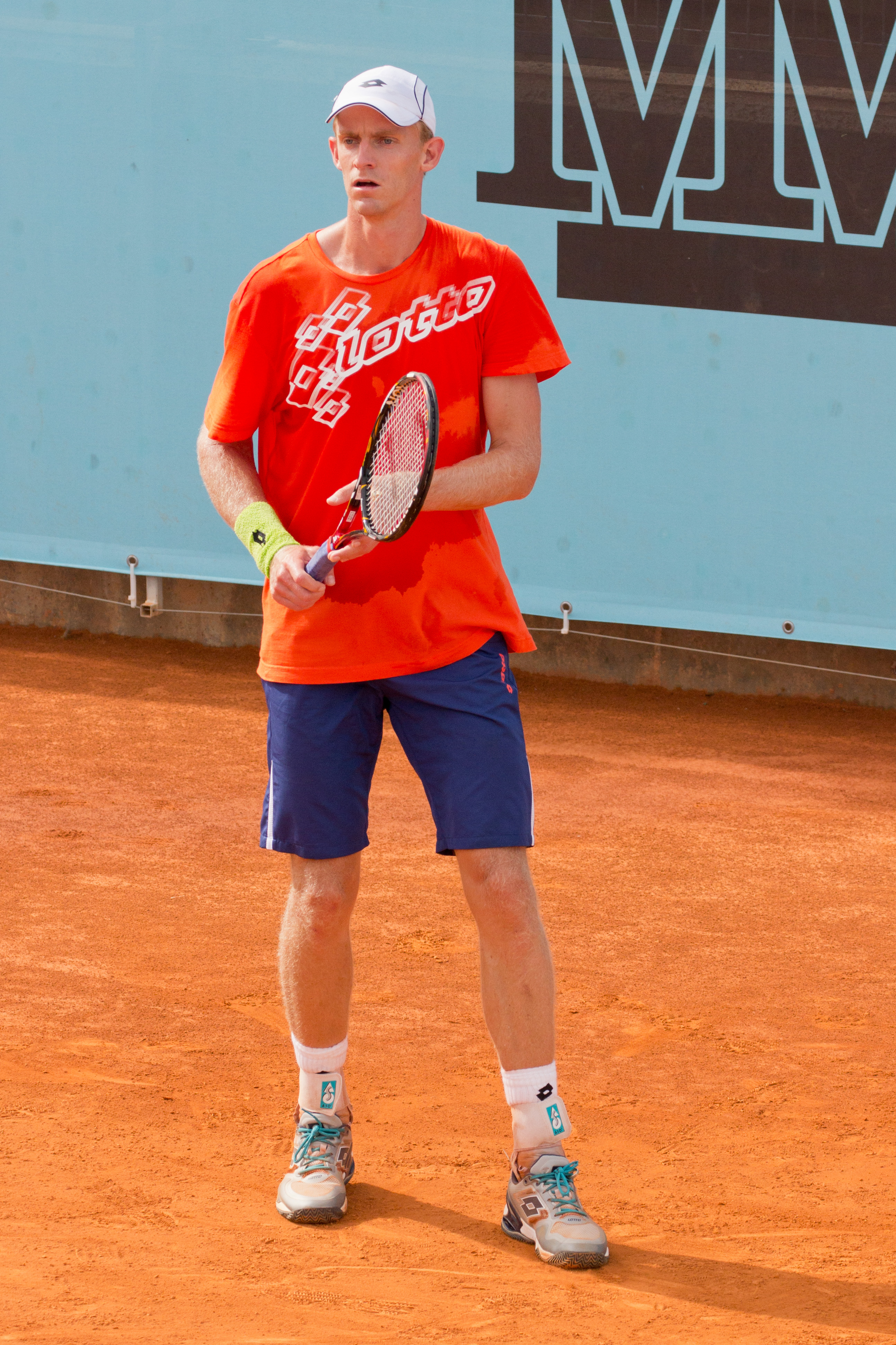
Kevin Anderson au Masters de Madrid en 2015.

Au Queen's, il arrive jusqu'en finale en battant au passage deux top 20 : Stanislas Wawrinka no 4 mondial (7-64, 7-611) et Gilles Simon no 13 mondial (6-3, 66-7, 6-3). Mais il perd plutôt sèchement (3-6, 4-6) en une heure de jeu contre Andy Murray, même s'il a réalisé plus de 100 aces sur l'ensemble du tournoi. Cette finale lui permet cependant d'atteindre le meilleur classement de sa carrière, soit une 14e place.
La semaine suivante, lors du tournoi de Wimbledon, il échoue en huitièmes de finale contre Novak Djokovic, non sans avoir remporté les deux premiers sets au tie-break. Djokovic s'adjuge ensuite les deux suivants assez facilement, puis le match est interrompu en raison de l'obscurité. Le lendemain, Anderson commet deux doubles fautes en fin de 5e set, ce qui permet au Serbe de faire le break puis de conclure sur le score de (7-66, 7-66, 1-6, 4-6, 5-7) après 3 h 47 de jeu au total. Durant le match, Anderson s'est appuyé sur un excellent service puisqu'il a réalisé 40 aces et 119 pendant le tournoi. Djokovic dira par la suite qu'il a sûrement joué le match le plus difficile de sa carrière à Wimbledon. Il détient alors le record du joueur qui a participé au plus grand nombre de huitièmes de finale sans en remporter un seul.
Après sept échecs consécutifs en finale d'un tournoi ATP, il remporte le troisième titre de sa carrière à Winston-Salem en battant le Français Pierre-Hugues Herbert en finale (6-4, 7-5). La semaine suivante, lors de l'US Open, il se qualifie aisément pour les huitièmes en battant la tête de série numéro 20, Dominic Thiem (6-3, 7-63, 7-63). Puis Anderson élimine à la surprise générale et au terme d'un match d'une grande intensité Andy Murray, no 3 mondial, après 4 h 18 de jeu et en infligeant un 7-0 dans le dernier tie-break (7-65, 6-3, 62-7, 7-60). Pris de crampes au début du 4e set, Anderson a toujours cherché à conclure le point le plus rapidement possible, en témoigne ses 81 coups gagnants (contre 49 pour Murray). Selon ses dires, il a réalisé le plus beau match de sa carrière. En quart de finale, il affronte le no 5 mondial Stanislas Wawrinka, contre lequel il reste sur quatre victoires consécutives. Cependant, diminué physiquement, il s'incline en trois sets (4-6, 4-6, 0-6) après 1 h 47 de jeu.
Enfin à Shanghai, il bat le vétéran Tommy Haas, l'Italien Fabio Fognini et en huitièmes le 6e mondial Kei Nishikori en deux tie-breaks, mais perd contre le Français Jo-Wilfried Tsonga en trois sets très disputés (66-7, 7-5, 4-6) après 2 h 40 de match.
Il finit la saison à la 12e place mondiale, son meilleur classement de fin de saison.

### 2016. Blessure
Son début d'année est marquée par une blessure au genou gauche contractée lors de l'Open d'Australie.
Il se blesse également à l'épaule droite au tournoi de Delray Beach. Dans le même temps, il subit une opération mineure à la cheville. Ces problèmes physiques l'ont obligé à déclarer forfait pour le tournoi d'Acapulco et la tournée américaine notamment. Il fait son retour à la compétition lors de la saison sur terre battue au Masters de Madrid où il s'incline au premier tour contre Gaël Monfils.
Il atteint ensuite les quarts de finale à Nottingham et à Toronto après un succès sur Bernard Tomic mais aussi le 3e tour à Cincinnati.

### 2017. Première finale de Grand Chelem à l'US Open
Au mois de mai, à Roland-Garros, il écarte d'entrée de jeu le Tunisien Malek Jaziri, avant de réaliser une belle performance, en s'imposant contre l'une des sensations du début de saison, le 19e mondial Nick Kyrgios (5-7, 6-4, 6-1, 6-2), ne concédant que 2 breaks en 4 sets. Au 3e tour, il l'emporte difficilement face à Kyle Edmund en 5 sets d'une durée de 3 h 58 (66-7, 7-64, 5-7, 6-1, 6-4). En huitième de finale, fortement éprouvé par son match précédent, il abandonne au 2e set contre le 8e mondial Marin Čilić (3-6, 0-3 ab.).
À Wimbledon, il dispose de la tête de série numéro 31, Fernando Verdasco (2-6, 7-65, 7-68, 6-3), puis d'Andreas Seppi et du qualifié Ruben Bemelmans, à chaque fois en trois manches, pour se qualifier pour un second huitième de finale consécutif. Il y affronte Sam Querrey qui le bat dans un match disputé en 5 sets (7-5, 65-7, 3-6, 7-611, 3-6) pour seulement trois heures de jeu contre le futur demi-finaliste.

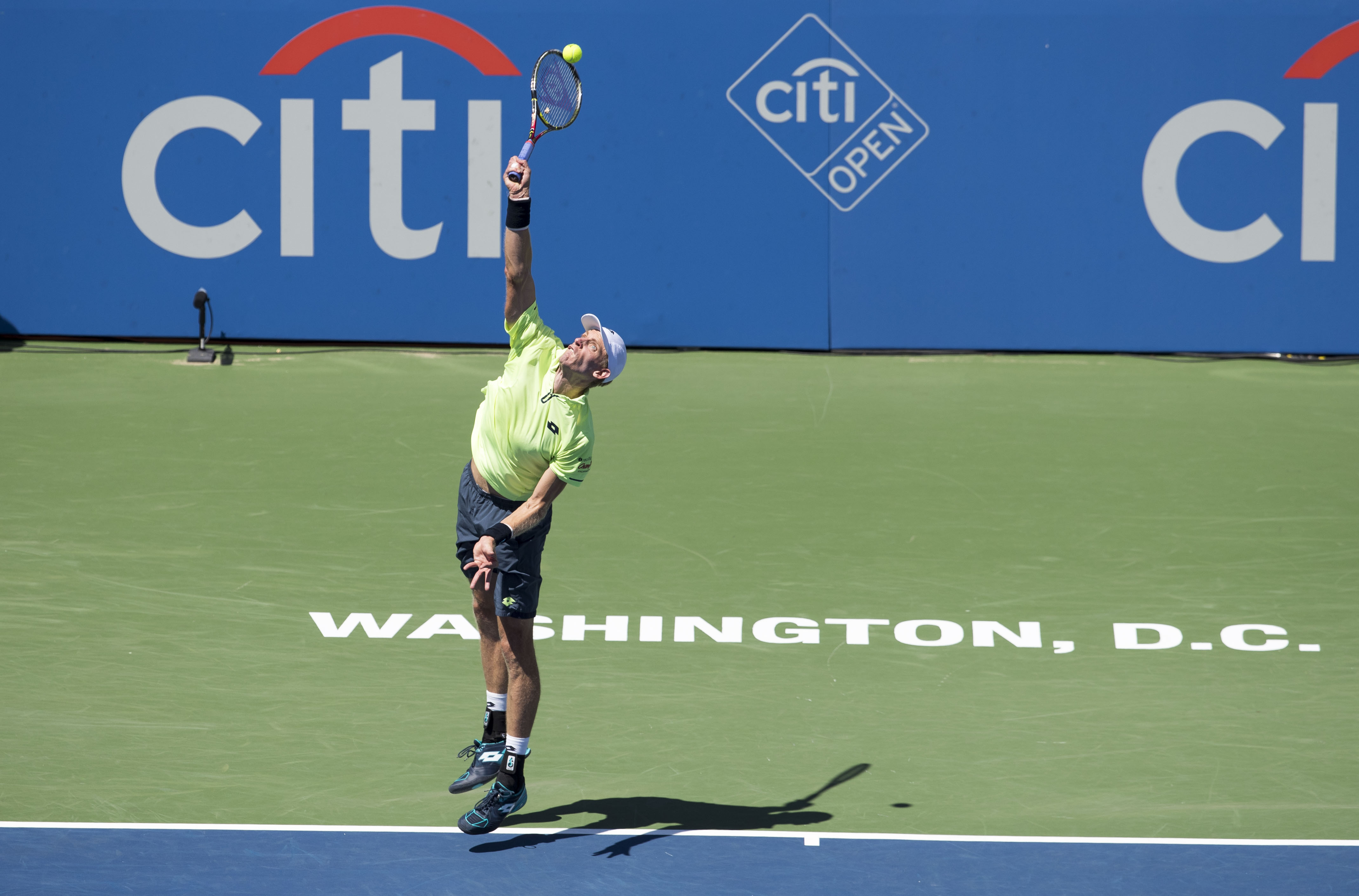
Kevin Anderson au Citi Open de Washington en 2017.

De retour sur le dur américain, il dispute l'Open de Washington. Exempté de premier tour, il se qualifie pour les huitièmes en passant Malek Jaziri, puis le 7e mondial, Dominic Thiem (6-3, 66-7, 7-67) dans un gros match avec deux tie-breaks. Il bat ensuite le qualifié Yuki Bhambri, puis l'Américain Jack Sock (6-3, 6-4) en une heure et demie pour atteindre la finale. Il est battu (4-6, 4-6) par l'Allemand Alexander Zverev alors 8e mondial, en 1 h 09 seulement. Puis au Masters du Canada à Montréal, il bat Pablo Carreño-Busta au second tour puis Sam Querrey. Il s'incline à nouveau (5-7, 4-6) contre Zverev en quart de finale. Au Masters de Cincinnati, il perd d'entrée contre Alexandr Dolgopolov.
Pour le dernier Grand Chelem de l'année à l'US Open, il passe sans encombre ses deux premiers tours sans perdre de set, puis écarte Borna Ćorić (6-4, 6-3, 6-2), tombeur d'Alexander Zverev au tour précédent, se qualifiant pour les huitièmes en seulement 1 h 49. Il vainc ensuite Paolo Lorenzi, novice à ce niveau en 2 h 57 (6-4, 6-3, 64-7, 6-4). En quart de finale, profitant d'un tableau particulièrement ouvert, il bat le local Sam Querrey alors 21e mondial, au terme d'un match intense et physique de 3 h 26 (7-65, 69-7, 6-3, 7-67) finissant à 1 h 50 du matin. Il se qualifie pour sa première demi-finale en Grand Chelem,. Il affronte la tête de série numéro 12, Pablo Carreño-Busta également nouveau à ce stade, et s'impose (4-6, 7-5, 6-3, 6-4) en 2 h 54. À 31 ans, il se qualifie pour sa première finale de Grand Chelem, devient le joueur le moins bien classé (32e mondial) à atteindre la finale de l'US Open, record jusqu'alors détenu par Mark Philippoussis. Il succède ainsi à Cliff Drysdale, dernier joueur sud-africain à s'être qualifié en finale de l'US Open en 1965 et devient le premier Sud-Africain en finale d'un Grand Chelem depuis Kevin Curren à Wimbledon 1985, tout en étant le joueur le plus grand à se qualifier pour une finale de Grand Chelem. Dans une finale à sens unique, il est battu par le no 1 mondial, Rafael Nadal en trois sets (3-6, 3-6, 4-6) et 2 h 27 de jeu,. Le Sud-Africain révèle après match qu'il a eu du « mal à s'adapter » au jeu de l'Espagnol. Son beau parcours lui permet de remonter à la 15e place du classement ATP.
Lors de sa saison asiatique et en salle, il ne fait pas mieux qu'un quart de finale à Stockholm.

### 2018. Consécration:1ertitreen ATP 500 à Vienne,2efinalede Grand Chelem à Wimbledon, 1/2 finale au Masters et entrée dans le top 5 mondial
Kevin Anderson commence cette nouvelle année au tournoi exhibition d'Abu Dhabi. Il bat Pablo Carreño Busta puis le no 5 mondial, Dominic Thiem, pour se hisser en finale. Enfin, il remporte le tournoi contre le 20e mondial, Roberto Bautista-Agut (6-4, 7-61).
Pour son premier tournoi officiel à Pune en tant que tête de série numéro 2, il passe notamment Mikhail Kukushkin et Benoît Paire en trois manches pour arriver en finale. Il s'incline contre un Gilles Simon affûté au retour de service et dans le jeu pour repousser ses attaques (7-64, 6-2). Il est battu dès le premier tour de l'Open d'Australie par Kyle Edmund (7-64, 3-6, 6-3, 3-6, 4-6) après avoir mené dans la rencontre et au terme de quatre heures de jeu. 
Il se rattrape à l'occasion de l'Open de New York où il est tête de série no 1. Il élimine successivement Ernesto Escobedo, Frances Tiafoe et Kei Nishikori à chaque fois en trois sets disputés pour se qualifier pour la finale où il écarte Sam Querrey (4-6, 6-3, 7-61) pour s'offrir le 4e titre de sa carrière. Cette performance marque son retour dans le top 10 à la 9e place. La semaine suivante, à Acapulco, il se qualifie pour la finale après des victoires notamment sur Adrian Mannarino, Chung Hyeon (7-65, 6-4) et Jared Donaldson (6-3, 4-6, 6-3) en 2 h 23. Il tombe (4-6, 4-6) au porte du titre contre le 9e mondial, Juan Martín del Potro.
Sur le Masters d'Indian Wells, Anderson se qualifie pour les quarts après un match accroché contre Pablo Carreño Busta qui se finit sur un tie break dans la troisième manche, avant de s'incliner contre Borna Ćorić dans le tie break du 3e set au bout de 2 h 22. Il atteint à nouveau les quarts de finale au Masters de Miami, mais s'incline face à Carreño Busta (alors vainqueur à Indian Wells) de nouveau dans le tie break du 3e set après 2 h 42 de jeu.
Deuxième tournoi de terre battue au Masters de Madrid, il passe difficilement le qualifié Mikhail Kukushkin en trois manches, puis Philipp Kohlschreiber (6-3, 7-67) ; et se qualifie pour sa première demi-finale de Masters 1000 en battant le qualifié Dušan Lajović (7-63, 3-6, 6-3). Il est battu contre le no 7 mondial, Dominic Thiem tombeur de Nadal au tour d'avant, (4-6, 2-6) après 1 h 25 de jeu. Ces récentes semaines lui permette d'améliorer son classement pour atteindre la 7e place mondiale. À Roland-Garros, il atteint les 1/8 de finale avec des victoires sur Paolo Lorenzi, Pablo Cuevas (6-3, 3-6, 7-65, 6-4) et Mischa Zverev (6-1, 63-7, 6-3, 7-64), avant de s'incliner contre la tête de série numéro 11, Diego Schwartzman (6-1, 6-2, 5-7, 60-7, 2-6) en 3 h 51 de jeu après avoir mené deux manches à rien.
En juillet, il réalise un excellent tournoi de Wimbledon. Après un parcours plutôt tranquille jusqu'en 1/8 de finale avec une victoire sur Philipp Kohlschreiber, il fait face au fantasque Français, Gaël Monfils qu'il bat au terme d'un match intense de quatre manches (7-64, 7-62, 5-7, 7-64) pour atteindre les quarts. À ce stade il affronte la tête de série numéro 1 et no 2 mondial, Roger Federer alors favori du tournoi et octuple vainqueur. Au terme d'un match dantesque de cinq sets, 4 h 14 de jeu, en ayant sauvé une balle de match et retourné la rencontre, il s'impose (2-6, 65-7, 7-5, 6-4, 13-11) face au Suisse dans une dernière manche tendue,. Au tour suivant, il affronte un autre grand serveur, l'Américain 10e mondial, John Isner qu'il bat, de nouveau en cinq sets et 6 heures 36 de jeu (26-24 au dernier set), ce qui en fait le deuxième match le plus long de l'histoire du tennis après le match Isner-Mahut,. Après le match, Anderson explique son ressenti dans cette ultime manche et l'usure accumulée au fil des matchs. En finale, il affronte le Serbe Novak Djokovic qui retourne en finale d'un Grand Chelem pour la première fois depuis 2016. Il se fait dominer (2-6, 2-6, 63-7) en 2 h 18 malgré une révolte dans la 3e manche, mais trop tard face au Serbe pour espérer retourner la rencontre,.
Il revient sur le circuit au Masters du Canada où il remporte une première victoire compliquée contre Evgeny Donskoy (4-6, 6-2, 7-60), puis bat Ilya Ivashka et le 5e mondial, Grigor Dimitrov (6-2, 6-2) pour atteindre le dernier carré. Il perd contre le jeune Grec Stéfanos Tsitsipás (7-64, 4-6, 67-7) au terme d'un gros combat de 2 h 47 de jeu. Puis au Masters de Cincinnati, il s'incline sèchement en deux sets contre la tête de série numéro 11, David Goffin en 1/8. Il termine sa tournée américaine par l'US Open dont il est le finaliste en titre. Il passe difficilement Ryan Harrison au 1er tour et Denis Shapovalov au 3e à chaque fois en cinq sets avant de s'incliner assez nettement contre Dominic Thiem (5-7, 2-6, 62-7) en 2 h 37. 
En Asie, il atteint deux quarts de finale à Tokyo où il perd contre Richard Gasquet en deux tie-breaks et au Masters de Shanghai, après une victoire sur Stéfanos Tsitsipás mais est défait par le futur lauréat, le 3e mondial, Novak Djokovic (61-7, 3-6).
Il se rend en Europe pour disputer le tournoi ATP 500 de Vienne. Il bat tout d'abord difficilement le Géorgien Nikoloz Basilashvili (4-6, 7-66, 6-3), puis profite ensuite d'un forfait et de l'abandon de Borna Ćorić (7-62, 1-2) pour rejoindre les demi-finales où il écarte Fernando Verdasco (6-3, 3-6, 6-4). En finale, il bat Kei Nishikori (6-3, 7-63) pour s'offrir le plus beau titre de sa carrière. Il parvient ainsi à se qualifier pour la première fois pour le Masters à 32 ans. La semaine suivante, il participe au Masters de Paris-Bercy. Il retrouve sur sa route Nikoloz Basilashvili qu'il domine de nouveau en trois sets puis Kei Nishikori qui prend sa revanche en dominant le Sud-Africain (4-6, 4-6). 
Au Masters de Londres, il est placé dans le Groupe Lleyton Hewitt avec le no 3 mondial, Roger Federer, le no 8 mondial, Dominic Thiem et le no 9 mondial, Kei Nishikori. Il s'impose avec autorité lors de son premier match contre Thiem (6-3, 7-610) en 1 h 48, avant de dominer Nishikori (6-0, 6-1) en tout juste une heure de jeu. Malgré une défaite lors du troisième match du groupe face à Roger Federer (4-6, 3-6), Anderson se qualifie pour les demi-finales. Dans ce dernier carré, il s'incline en 1 h 15 (2-6, 2-6) contre le no 1 mondial, Novak Djokovic. 
Il termine la meilleure saison de sa carrière à la 6e place mondiale avec une finale de Grand Chelem à Wimbledon, un premier titre ATP 500 et un solide ancrage dans le top 10 mondial.

### 2019. Titre à Pune et sortie du top 10
Kevin Anderson commence cette nouvelle année au tournoi exhibition d'Abu Dhabi en tant que tenant du titre. Il bat Chung Hyeon en trois sets puis pour la première fois le no 2 mondial, Rafael Nadal (4-6, 6-3, 6-4), pour se hisser en finale où il s'incline face au 1er mondial, Novak Djokovic (6-4, 5-7, 5-7) dans une rencontre serrée de plus de deux heures et demie. 
Il participe ensuite au tournoi de Pune dont il est finaliste sortant. Il remporte le tournoi en battant en demi-finale Gilles Simon et en finale le grand serveur croate Ivo Karlović en 3 tie-breaks (7-64, 62-7, 7-65). Diminué physiquement à l'Open d'Australie, il est sorti dès le deuxième tour par l'Américain Frances Tiafoe (6-4, 4-6, 4-6, 5-7). 
Au mois de février, il déclare forfait pour les tournois de New York, Delray Beach et Acapulco en raison d'une blessure au coude.
Insuffisamment remis, il renonce également au Masters d'Indian Wells avant de faire son retour à celui de Miami.
Il commence le Masters 1000 de Miami en s'imposant en trois sets contre l'Espagnol Jaume Munar (6-4, 3-6, 6-3). Après un début de match décousu, avec notamment des difficultés au service, il retrouve rapidement ses automatismes et finit la rencontre avec 17 aces. Lors du second tour, il s'impose face à João Sousa en deux sets, remportant le tie-break du second set 8-6 après avoir écarté une balle de set en faveur du Portugais. Il bat ensuite l'Australien Jordan Thompson en deux sets (7-5, 7-5), et retrouve la tête de série no 4 Roger Federer en quart de finale contre qui il s'incline (0-6, 4-6).
Kevin Anderson ne joue pas sur terre battue en raison d'une nouvelle blessure. Il reprend sur herbe au tournoi du Queen's où il est éliminé dès le deuxième tour par Gilles Simon (1-6, 6-4, 4-6). À Wimbledon où il doit défendre une demi-finale, il remporte ses deux premiers matchs face à Pierre-Hugues Herbert (6-3, 6-4, 6-2) et Janko Tipsarević (6-4, 65-7, 6-1, 6-4). Puis il est éliminé au troisième tour en trois sets face à l'Argentin Guido Pella pourtant habitué des surfaces lentes comme la terre battue. Kevin Anderson ne dispute plus d'autre match en 2019.

### 2020 - 2022. Retour à la compétition difficile et retraite
Kevin Anderson fait bonne impression à l'ATP Cup 2020 : il remporte deux matchs face à Cristian Garín (6-0, 6-3) et Benoît Paire (2-6, 7-61, 7-65) et s'incline de peu contre Novak Djokovic (65-7, 66-7) en ayant eu le break dans chacun des deux sets. Au premier tour de l'Open d'Australie, il se sort d'un match en cinq sets contre le qualifié biélorusse Ilya Ivashka. Il hérite ensuite de la tête de série no 29 Taylor Fritz contre qui il remporte les deux premiers sets 6-4, 7-65 mais perd les trois suivants : 7-64, 6-2, 6-2. Il s'aligne ensuite au tournoi de New York, mais ne parvient pas à passer le premier tour.
En octobre 2020 à Vienne, il se sort de son premier tour face à Dennis Novak (62-7, 6-4, 7-66), puis passe Pablo Carreño Busta (7-5, 6-1) avant de se qualifier pour le dernier carré après sa victoire (6-4, 7-65) sur le Russe Daniil Medvedev. Il abandonne dans la seconde manche aux portes de la finale face à Andrey Rublev.
En 2021, il remporte un septième titre à Newport, son premier sur gazon.
Le 3 mai 2022, alors qu'il n'a plus joué en compétition depuis mars, Anderson annonce prendre sa retraite sportive à l'âge de 35 ans, touché par de nombreuses blessures. 

### 2023. Retour à la compétition
Le 7 juillet 2023, il annonce son retour à la compétition au tournoi de Newport, où il a accepté une wild-card de la part des organisateurs. Il y atteint les quarts de finale où il est battu par Ugo Humbert. Il participe ensuite au tournoi de Washington où il s'incline au premier tour.

## Style de jeu
Grâce à sa grande taille (2,03 m), Kevin Anderson s'appuie essentiellement sur un service très puissant et précis qui lui permet de remporter ses jeux de service assez facilement. Il est d'ailleurs entré dans le cercle très fermé des joueurs ayant servi plus de 1 000 aces en une saison (il a servi 1 074 aces en 2015). Il est très performant dans le jeu de fond de court grâce à son coup droit très puissant et à un revers solide. Doté d'un jeu agressif, il cherche souvent à conclure l'échange le plus rapidement et n'hésite pas à monter à la volée.
Au cours de sa carrière, Kevin Anderson a su améliorer son jeu en renforçant sa condition physique et son jeu de jambes qui était alors sa principale faiblesse. Ses blessures au cours de la saison 2016 l'ont également amené à revoir ses conditions d'entraînement.
À l'aise sur toutes les surfaces, il a cependant obtenu ses principaux résultats sur dur.

## Palmarès

### Titres en simple messieurs
| No | Date       | Nom et lieu du tournoi                                        | Catégorie | Dotation    | Surface      | Finaliste             | Score            |          |
| -- | ---------- | ------------------------------------------------------------- | --------- | ----------- | ------------ | --------------------- | ---------------- | -------- |
| 1  | 31-01-2011 | SA Tennis Open, Johannesburg                                  | ATP 250   | 442 500 $   | Dur (ext.)   | Somdev Devvarman      | 4-6, 6-3, 6-2    | Parcours |
| 2  | 27-02-2012 | Delray Beach International Tennis Championships, Delray Beach | ATP 250   | 442 500 $   | Dur (ext.)   | Marinko Matosevic     | 6-4, 7-62        | Parcours |
| 3  | 24-08-2015 | Winston-Salem Open, Winston-Salem                             | ATP 250   | 616 210 $   | Dur (ext.)   | Pierre-Hugues Herbert | 6-4, 7-5         | Parcours |
| 4  | 12-02-2018 | New York Open, Long Island                                    | ATP 250   | 668 460 $   | Dur (int.)   | Sam Querrey           | 4-6, 6-3, 7-61   | Parcours |
| 5  | 22-10-2018 | Erste Bank Open, Vienne                                       | ATP 500   | 2 198 250 € | Dur (int.)   | Kei Nishikori         | 6-3, 7-63        | Parcours |
| 6  | 31-12-2018 | Tata Open Maharashtra, Pune                                   | ATP 250   | 527 880 $   | Dur (ext.)   | Ivo Karlović          | 7-64, 62-7, 7-65 | Parcours |
| 7  | 12-07-2021 | Hall of Fame Open, Newport                                    | ATP 250   | 466 870 $   | Gazon (ext.) | Jenson Brooksby       | 7-68, 6-4        | Parcours |

### Finales en simple messieurs
| No | Date       | Nom et lieu du tournoi                                    | Catégorie   | Dotation     | Surface      | Vainqueur             | Score            |          |
| -- | ---------- | --------------------------------------------------------- | ----------- | ------------ | ------------ | --------------------- | ---------------- | -------- |
| 1  | 03-03-2008 | Tennis Channel Open, Las Vegas                            | Int' Series | 436 000 $    | Dur (ext.)   | Sam Querrey           | 4-6, 6-3, 6-4    | Parcours |
| 2  | 07-01-2013 | Apia International, Sydney                                | ATP 250     | 436 630 $    | Dur (ext.)   | Bernard Tomic         | 6-3, 62-7, 6-3   | Parcours |
| 3  | 08-04-2013 | Grand-Prix Hassan II, Casablanca                          | ATP 250     | 410 200 €    | Terre (ext.) | Tommy Robredo         | 7-66, 4-6, 6-3   | Parcours |
| 4  | 22-07-2013 | BB&T Atlanta Open, Atlanta                                | ATP 250     | 546 930 $    | Dur (ext.)   | John Isner            | 63-7, 7-62, 7-62 | Parcours |
| 5  | 17-02-2014 | Delray Beach Open by The Venetian Las Vegas, Delray Beach | ATP 250     | 474 005 $    | Dur (ext.)   | Marin Čilić           | 7-66, 67-7, 6-4  | Parcours |
| 6  | 24-02-2014 | Abierto Mexicano Telcel, Acapulco                         | ATP 500     | 1 309 770 $  | Dur (ext.)   | Grigor Dimitrov       | 7-61, 3-6, 7-65  | Parcours |
| 7  | 09-02-2015 | Memphis Open, Memphis                                     | ATP 250     | 585 870 $    | Dur (int.)   | Kei Nishikori         | 6-4, 6-4         | Parcours |
| 8  | 15-06-2015 | AEGON Championships, Londres                              | ATP 500     | 1 574 640 €  | Gazon (ext.) | Andy Murray           | 6-3, 6-4         | Parcours |
| 9  | 31-07-2017 | Citi Open, Washington                                     | ATP 500     | 1 750 080 $  | Dur (ext.)   | Alexander Zverev      | 6-4, 6-4         | Parcours |
| 10 | 28-08-2017 | US Open, Flushing Meadows                                 | G. Chelem   | 24 193 400 $ | Dur (ext.)   | Rafael Nadal          | 6-3, 6-3, 6-4    | Parcours |
| 11 | 01-01-2018 | Tata Open Maharashtra, Pune                               | ATP 250     | 501 345 $    | Dur (ext.)   | Gilles Simon          | 7-64, 6-2        | Parcours |
| 12 | 26-02-2018 | Abierto Mexicano Telcel por HSBC, Acapulco                | ATP 500     | 1 642 795 $  | Dur (ext.)   | Juan Martín del Potro | 6-4, 6-4         | Parcours |
| 13 | 02-07-2018 | The Championships, Wimbledon                              | G. Chelem   | 13 039 000 £ | Gazon (ext.) | Novak Djokovic        | 6-2, 6-2, 7-63   | Parcours |

### Titre en double messieurs
| No | Date       | Nom et lieu du tournoi           | Catégorie | Dotation    | Surface    | Partenaire    | Finalistes                 | Score    |          |
| -- | ---------- | -------------------------------- | --------- | ----------- | ---------- | ------------- | -------------------------- | -------- | -------- |
| 1  | 24-02-2014 | Abierto Mexicano Telcel Acapulco | ATP 500   | 1 309 770 $ | Dur (ext.) | Matthew Ebden | Feliciano López Max Mirnyi | 6-3, 6-3 | Parcours |

### Finales en double messieurs
| No | Date       | Nom et lieu du tournoi    | Catégorie | Dotation    | Surface    | Vainqueurs                       | Partenaire    | Score              |          |
| -- | ---------- | ------------------------- | --------- | ----------- | ---------- | -------------------------------- | ------------- | ------------------ | -------- |
| 1  | 13-02-2012 | SAP Open San José         | ATP 250   | 531 000 $   | Dur (int.) | Mark Knowles Xavier Malisse      | Frank Moser   | 6-4, 1-6, [10-5]   | Parcours |
| 2  | 30-07-2012 | Citi Open Washington      | ATP 500   | 1 049 760 $ | Dur (ext.) | Treat Conrad Huey Dominic Inglot | Sam Querrey   | 7-67, 69-7, [10-5] | Parcours |
| 3  | 20-10-2014 | Valencia Open 500 Valence | ATP 500   | 1 615 780 € | Dur (int.) | Jean-Julien Rojer Horia Tecău    | Jérémy Chardy | 6-4, 6-2           | Parcours |

## Parcours dans les tournois duGrand Chelem

### Finales (2)
| Année | Tournoi   | Adversaire en finale | Score          |
| 2017  | US Open   | Rafael Nadal         | 3-6, 3-6, 4-6  |
| 2018  | Wimbledon | Novak Djokovic       | 2-6, 2-6, 63-7 |

### En simple
| Année | Open d'Australie | Open d'Australie  | Internationaux de France | Internationaux de France | Wimbledon       | Wimbledon       | US Open         | US Open           |
| ----- | ---------------- | ----------------- | ------------------------ | ------------------------ | --------------- | --------------- | --------------- | ----------------- |
| 2008  | 1er tour (1/64)  | Alejandro Falla   | —                        | —                        | 1er tour (1/64) | Agustín Calleri | —               | —                 |
| 2009  | 1er tour (1/64)  | Marin Čilić       | —                        | —                        | —               | —               | —               | —                 |
| 2010  | 1er tour (1/64)  | Andy Murray       | 1er tour (1/64)          | É. Roger-Vasselin        | 1er tour (1/64) | N. Davydenko    | 3e tour (1/16)  | Richard Gasquet   |
| 2011  | 1er tour (1/64)  | Blaž Kavčič       | 2e tour (1/32)           | J. I. Chela              | 2e tour (1/32)  | Novak Djokovic  | 3e tour (1/16)  | Mardy Fish        |
| 2012  | 3e tour (1/16)   | Tomáš Berdych     | 3e tour (1/16)           | Tomáš Berdych            | 1er tour (1/64) | Grigor Dimitrov | 1er tour (1/64) | David Ferrer      |
| 2013  | 1/8 de finale    | Tomáš Berdych     | 1/8 de finale            | David Ferrer             | 3e tour (1/16)  | Tomáš Berdych   | 2e tour (1/32)  | Márcos Baghdatís  |
| 2014  | 1/8 de finale    | Tomáš Berdych     | 1/8 de finale            | David Ferrer             | 1/8 de finale   | Andy Murray     | 3e tour (1/16)  | Marin Čilić       |
| 2015  | 1/8 de finale    | Rafael Nadal      | 3e tour (1/16)           | Richard Gasquet          | 1/8 de finale   | Novak Djokovic  | 1/4 de finale   | S. Wawrinka       |
| 2016  | 1er tour (1/64)  | Rajeev Ram        | 1er tour (1/64)          | Stéphane Robert          | 1er tour (1/64) | Denis Istomin   | 3e tour (1/16)  | J.-W. Tsonga      |
| 2017  | —                | —                 | 1/8 de finale            | Marin Čilić              | 1/8 de finale   | Sam Querrey     | Finale          | Rafael Nadal      |
| 2018  | 1er tour (1/64)  | Kyle Edmund       | 1/8 de finale            | Diego Schwartzman        | Finale          | Novak Djokovic  | 1/8 de finale   | Dominic Thiem     |
| 2019  | 2e tour (1/32)   | Frances Tiafoe    | —                        | —                        | 3e tour (1/16)  | Guido Pella     | —               | —                 |
| 2020  | 2e tour (1/32)   | Taylor Fritz      | 3e tour (1/16)           | Andrey Rublev            | Annulé          | Annulé          | 1er tour (1/64) | Alexander Zverev  |
| 2021  | 1er tour (1/64)  | Matteo Berrettini | 1er tour (1/64)          | Kwon Soon-woo            | 2e tour (1/32)  | Novak Djokovic  | 2e tour (1/32)  | Diego Schwartzman |
| 2022  | 1er tour (1/64)  | Reilly Opelka     | —                        | —                        | —               | —               | —               | —                 |

N.B. : à droite du résultat se trouve le nom de l'ultime adversaire.

### En double
| Année | Open d'Australie                                                                  | Open d'Australie | Internationaux de France | Internationaux de France                                                | Wimbledon                                                                            | Wimbledon | US Open                                                                       | US Open |
| ----- | --------------------------------------------------------------------------------- | ---------------- | ------------------------ | ----------------------------------------------------------------------- | ------------------------------------------------------------------------------------ | --------- | ----------------------------------------------------------------------------- | ------- |
| 2008  | —                                                                                 | —                | —                        | —                                                                       | 1/4 de finale R. Lindstedt \|\| style="text-align:left;" \| D. Nestor N. Zimonjić    | —         | —                                                                             |         |
| 2009  | —                                                                                 | —                | —                        | —                                                                       | 1er tour (1/32) S. Devvarman \|\| style="text-align:left;" \| M. Bhupathi M. Knowles | —         | —                                                                             |         |
| 2010  | —                                                                                 | —                | —                        | —                                                                       | —                                                                                    | —         | 2e tour (1/16) V. Hănescu \|\| style="text-align:left;" \| F. Mayer R. Wassen |         |
| 2011  | 1er tour (1/32) V. Hănescu \|\| style="text-align:left;" \| M. Llodra N. Zimonjić | —                | —                        | 1/8 de finale J. Knowle \|\| style="text-align:left;" \| C. Kas A. Peya | —                                                                                    | —         |                                                                               |         |
| 2013  | 1/8 de finale J. Erlich \|\| style="text-align:left;" \| Robin Haase I. Sijsling  | —                | —                        | —                                                                       | —                                                                                    | —         | —                                                                             |         |

N.B. : le nom du partenaire se trouve sous le résultat ; le nom des ultimes adversaires se trouve à droite.

### En double mixte
| Année | Open d'Australie | Open d'Australie | Internationaux de France | Internationaux de France | Wimbledon                    | Wimbledon                | US Open | US Open |
| ----- | ---------------- | ---------------- | ------------------------ | ------------------------ | ---------------------------- | ------------------------ | ------- | ------- |
| 2012  | —                | —                | —                        | —                        | 1er tour (1/32) C. Scheepers | Y. Shvedova M. Kukushkin | —       | —       |

N.B. : le nom de la partenaire se trouve sous le résultat ; le nom des ultimes adversaires se trouve à droite.

## Parcours auMasters
| Année | Lieu    | Résultat    | Tour           | Adversaires                                              | Victoire / Défaite | Scores                                |
| ----- | ------- | ----------- | -------------- | -------------------------------------------------------- | ------------------ | ------------------------------------- |
| 2018  | Londres | Demi-finale | RR Demi-finale | Dominic Thiem Kei Nishikori Roger Federer Novak Djokovic | Victoire Défaite   | 6-3, 7-610 6-0, 6-1 4-6, 3-6 2-6, 2-6 |

## Parcours dans lesMasters 1000
| Année | Indian Wells              | Miami                     | Monte-Carlo          | Hambourg puis Madrid     | Rome                     | Canada                    | Cincinnati               | Madrid puis Shanghai       | Paris                      |
| ----- | ------------------------- | ------------------------- | -------------------- | ------------------------ | ------------------------ | ------------------------- | ------------------------ | -------------------------- | -------------------------- |
| 2008  | —                         | 3e tour I. Andreev        | —                    | —                        | —                        | —                         | 1er tour S. Bolelli      | —                          | —                          |
| 2009  | 1er tour M. Berrer        | —                         | —                    | —                        | —                        | —                         | —                        | —                          | —                          |
| 2010  | 2e tour John Isner        | 2e tour S. Wawrinka       | —                    | 1er tour J. Melzer       | —                        | 1/8 de finale R. Nadal    | —                        | 1er tour F. Mayer          | —                          |
| 2011  | 1er tour M. Russell       | 1/4 de finale N. Djokovic | 1er tour F. Fognini  | 2e tour N. Djokovic      | 1er tour S. Querrey      | 1/8 de finale S. Wawrinka | 2e tour R. Gasquet       | 1er tour B. Tomic          | 2e tour R. Gasquet         |
| 2012  | 3e tour N. Djokovic       | 3e tour Mardy Fish        | 1er tour T. Bellucci | 2e tour T. Berdych       | 1er tour J. C. Ferrero   | 1er tour M. Youzhny       | 1er tour J. Blake        | 2e tour John Isner         | 1/8 de finale T. Berdych   |
| 2013  | 1/4 de finale T. Berdych  | 3e tour J. Tipsarević     | 2e tour Marin Čilić  | 1/8 de finale T. Berdych | 1/8 de finale T. Berdych | 1er tour A. Dolgopolov    | 1er tour T. Haas         | 2e tour S. Wawrinka        | 2e tour R. Federer         |
| 2014  | 1/4 de finale R. Federer  | 3e tour R. Gasquet        | 1er tour G. Monfils  | 2e tour T. Berdych       | 2e tour J.-W. Tsonga     | 1/4 de finale G. Dimitrov | 1er tour John Isner      | 2e tour M. Kukushkin       | 1/4 de finale T. Berdych   |
| 2015  | 3e tour John Isner        | 1/8 de finale A. Murray   | —                    | 1er tour S. Bolelli      | 1/8 de finale R. Federer | 1er tour L. Rosol         | 1/8 de finale R. Federer | 1/4 de finale J.-W. Tsonga | 1/8 de finale R. Nadal     |
| 2016  | —                         | —                         | —                    | 1er tour G. Monfils      | 2e tour J. Mónaco        | 1/4 de finale S. Wawrinka | 1/8 de finale A. Murray  | 2e tour G. Monfils         | —                          |
| 2017  | 2e tour S. Johnson        | 2e tour K. Nishikori      | —                    | —                        | 1er tour A. Zverev       | 1/4 de finale A. Zverev   | 1er tour A. Dolgopolov   | 2e tour J.-L. Struff       | 2e tour F. Verdasco        |
| 2018  | 1/4 de finale Borna Ćorić | 1/4 de finale P. Carreño  | —                    | 1/2 finale D. Thiem      | 2e tour A. Bedene        | 1/2 finale S. Tsitsipás   | 1/8 de finale D. Goffin  | 1/4 de finale N. Djokovic  | 1/8 de finale K. Nishikori |
| 2019  | —                         | 1/4 de finale R. Federer  | —                    | —                        | —                        | —                         | —                        | —                          | —                          |
| 2020  | n.o.                      | n.o.                      | n.o.                 | n.o.                     | 1er tour U. Humbert      | n.o.                      | 2e tour S. Tsitsipás     | n.o.                       | 2e tour D. Medvedev        |
| 2021  | 3e tour G. Monfils        | 1er tour D. Džumhur       | —                    | —                        | —                        | —                         | 1er tour K. Khachanov    | n.o.                       | —                          |
| 2022  | —                         | 2e tour J. M. Cerúndolo   | —                    | —                        | —                        | —                         | —                        | n.o.                       | —                          |

N.B. : sous le résultat se trouve le nom de l’ultime adversaire.

## Confrontations avec ses principaux adversaires
Confrontations lors des différents tournois ATP et en Coupe Davis avec ses principaux adversaires (6 confrontations minimum et avoir été membre du top 10). Classement par pourcentage de victoires. Situation au 30 juin 2021 :
Les joueurs retraités sont en gris.
| Joueur                | Meilleur classement | Confrontations | Victoires | Défaites | Pourcentage de victoires | Dernière confrontation                                               |
| --------------------- | ------------------- | -------------- | --------- | -------- | ------------------------ | -------------------------------------------------------------------- |
| Tomáš Berdych         | 4                   | 12             | 0         | 12       | 0                        | défaite (7-64, 4-6, 4-6) au Masters de Paris-Bercy 2014              |
| Juan Martín del Potro | 3                   | 7              | 0         | 7        | 0                        | défaite (4-6, 4-6) au tournoi d'Acapulco 2018                        |
| Alexander Zverev      | 2                   | 6              | 0         | 6        | 0                        | défaite (62-7, 7-5, 3-6, 5-7) à l'US Open 2020                       |
| Marin Čilić           | 3                   | 8              | 1         | 7        | 12,5                     | défaite (67-6, ab.) au tournoi d'Estoril 2021                        |
| Roger Federer         | 1                   | 7              | 1         | 6        | 14,3                     | défaite (0-6, 4-6) au Masters de Miami 2019                          |
| Novak Djokovic        | 1                   | 12             | 2         | 10       | 16,7                     | défaite (3-6, 3-6, 3-6) au tournoi de Wimbledon 2021                 |
| Gaël Monfils          | 6                   | 6              | 1         | 5        | 16,7                     | victoire (7-64, 7-62, 5-7, 7-64) au tournoi de Wimbledon 2018        |
| Grigor Dimitrov       | 3                   | 8              | 2         | 6        | 25                       | victoire (6-2, 6-2) au Masters du Canada 2018                        |
| Andy Murray           | 1                   | 8              | 2         | 6        | 25                       | défaite (3-6, 2-6) au Masters de Cincinnati 2016                     |
| John Isner            | 8                   | 12             | 4         | 8        | 33,3                     | victoire (7-66, 65-7, 69-7, 6-4, 26-24) au tournoi de Wimbledon 2018 |
| Richard Gasquet       | 7                   | 11             | 4         | 7        | 36,4                     | défaite (66-7, 64-7) au tournoi de Tokyo 2018                        |
| Kei Nishikori         | 4                   | 9              | 4         | 5        | 44,4                     | victoire (6-0, 6-1) au Masters 2018                                  |
| Fernando Verdasco     | 7                   | 9              | 4         | 5        | 44,4                     | victoire (6-3, 3-6, 6-4) au tournoi de Vienne 2018                   |
| Stanislas Wawrinka    | 3                   | 9              | 4         | 5        | 44,4                     | défaite (1-6, 3-6) au Masters du Canada 2016                         |
| David Ferrer          | 3                   | 6              | 3         | 3        | 50                       | victoire (6-3, 6-4) au tournoi de Barcelone 2017                     |
| Gilles Simon          | 6                   | 6              | 4         | 2        | 66,7                     | défaite (1-6, 6-4, 4-6) au tournoi du Queen's 2019                   |
| Dominic Thiem         | 3                   | 9              | 7         | 2        | 77,8                     | victoire (6-3, 7-610) au Masters 2018                                |
| Pablo Carreño Busta   | 10                  | 6              | 5         | 1        | 83,3                     | victoire (7-5, 6-1) au tournoi de Vienne 2020                        |

## Victoires sur le top 10
Toutes ses victoires sur des joueurs classés dans le top 10 de l'ATP lors de la rencontre.
| Légende         |
| Grand Chelem    |
| Masters         |
| Jeux olympiques |
| Masters 1000    |
| 500 Series      |
| 250 Series      |
| Coupe Davis     |

| #  | K.A.   | Tournoi      | Année | Surface    | Adversaire         | Rang  | Tour   | Score                        |
| -- | ------ | ------------ | ----- | ---------- | ------------------ | ----- | ------ | ---------------------------- |
| 1  | no 122 | Miami        | 2008  | Dur        | Novak Djokovic     | no 3  | 1/64   | 7-61, 3-6, 6-4               |
| 2  | no 35  | Montréal     | 2011  | Dur        | Andy Murray        | no 4  | 1/32   | 6-3, 6-1                     |
| 3  | no 37  | Indian Wells | 2013  | Dur        | David Ferrer       | no 4  | 1/64   | 3-6, 6-4, 6-3                |
| 4  | no 21  | Acapulco     | 2014  | Dur        | David Ferrer       | no 4  | 1/4    | 2-6, 4-2 ab.                 |
| 5  | no 18  | Indian Wells | 2014  | Dur        | Stanislas Wawrinka | no 3  | 1/16   | 7-61, 4-6, 6-1               |
| 6  | no 21  | Toronto      | 2014  | Dur        | Stanislas Wawrinka | no 4  | 1/16   | 7-68, 7-5                    |
| 7  | no 18  | Paris-Bercy  | 2014  | Dur (int.) | Stanislas Wawrinka | no 4  | 1/8    | 6-72, 7-5, 7-63              |
| 8  | no 17  | Londres      | 2015  | Gazon      | Stanislas Wawrinka | no 4  | 1/16   | 7-64, 7-611                  |
| 9  | no 14  | US Open      | 2015  | Dur        | Andy Murray        | no 3  | 1/8    | 7-65, 6-3, 6-72, 7-60        |
| 10 | no 10  | Shanghai     | 2015  | Dur        | Kei Nishikori      | no 6  | 1/8    | 7-610, 7-63                  |
| 11 | no 34  | Toronto      | 2016  | Dur        | Dominic Thiem      | no 9  | 1/32   | 4-1 ab.                      |
| 12 | no 45  | Washington   | 2017  | Dur        | Dominic Thiem      | no 7  | 1/8    | 6-3, 66-7, 7-67              |
| 13 | no 8   | Wimbledon    | 2018  | Gazon      | Roger Federer      | no 2  | 1/4    | 2-6, 65-7, 7-5, 6-4, 13-11   |
| 14 | no 8   | Wimbledon    | 2018  | Gazon      | John Isner         | no 10 | 1/2    | 7-66, 65-7, 69-7, 6-4, 26-24 |
| 15 | no 6   | Toronto      | 2018  | Dur        | Grigor Dimitrov    | no 5  | 1/4    | 6-2, 6-2                     |
| 16 | no 6   | Masters      | 2018  | Dur (int.) | Dominic Thiem      | no 8  | Poules | 6-3, 7-610                   |
| 17 | no 6   | Masters      | 2018  | Dur (int.) | Kei Nishikori      | no 9  | Poules | 6-0, 6-1                     |
| 18 | no 111 | Vienne       | 2020  | Dur (int.) | Daniil Medvedev    | no 6  | 1/4    | 6-4, 7-65                    |

## Classements ATP en fin de saison
| Année          | 2004 | 2005 | 2006 | 2007 | 2008 | 2009 | 2010 | 2011 | 2012 | 2013 | 2014 | 2015 | 2016 | 2017 | 2018 | 2019 | 2020 | 2021 |
| Rang en simple | 1175 | 548  | 513  | 228  | 106  | 162  | 61   | 32   | 37   | 20   | 16   | 12   | 67   | 14   | 6    | 91   | 82   | 80   |
| Rang en double | 947  | 1005 | 527  | 441  | 156  | 171  | 260  | 110  | 91   | 343  | 58   | 98   | -    | 286  | 321  | -    | -    | -    |

Source : (en) Classements de Kevin Anderson sur le site officiel de la Fédération internationale de tennis